# Хартман III фон Верденберг-Сарганс
Хартман III (I/II) фон Верденберг-Сарганс (на немски: Hartmann III (I/II) Graf von Werdenberg-Sargans; * ок. 1305; † 27 август 1354) от род Верденберги, е граф на Верденберг-Сарганс-Вадуц-Блуменег в кантон Санкт Гален и Лихтенщайн. Той е първият граф на Вадуц Графството Вадуц се създава през 1342 г. чрез наследствена подялба като част от Графство Верденберг.

## Биография
Той е син на граф Рудолф II фон Верденберг-Сарганс († 1322/23) и съпругата му фон Аспремонт, дъщеря на фрайхер Еглолф фон Аспремонт. По други източници той е син на Хуго II фон Верденберг-Хайлигенберг († 1305/1307/1309) и Еуфемия фон Ортенбург († 1316). Баща му Рудолф II фон Верденберг-Сарганс се жени втори път пр. 1282 г. за Аделхайд фон Бургау († ок. 1307), дъщеря наследничка на маркграф Хайнрих II (IV) фон Бургау († 1293) и Аделхайд фон Албек († 1280).
След смъртта на баща му през 1322 г. Хартман III поема наследството заедно с по-малкия си брат Рудолф IV († 1362). Те управляват заедно до 1342 г. Те разделят наследството, като Хартман III получава Вадуц заедно с Блуменег, Рудолф IV получава замък и град Сарганс.
През 1348 г. Хартман III, заедно с тъста си Рудолф IV фон Монфор-Фелдкирх, започва служба при графовете на Тирол. През 1351 г. на австрийска страна той участва в обсадата на Цюрих и отново през 1354 г.
Хартман III умира на 27 август 1354 г. и оставя три непълнолетни сина, за които брат му Рудолф IV поема опекунството. Погребан е в „капелата Флорин“ във Вадуц.

## Фамилия
Хартман III фон Верденберг-Сарганс-Вадуц се жени за Агнес фон Монфор-Фелдкирх († 10 март 1379), дъщеря на граф Рудолф IV фон Монфор-Фелдкирх († 1375) и Анна фон Берг-Шелклинген († 1362), дъщеря на граф Улрих III фон Берг-Шелклинген († сл. 1316) и Луитгард фон Калв. Те имат четири деца:
- Рудолф VI фон Верденберг-Сарганс († 1 ноември 1365, Родос)
- Хайнрих V фон Верденберг-Сарганс-Вадуц († 23 януари 1397), женен 1386/1387 г. за Катарина фон Верденберг-Хайлигенберг († ок. 30 юни 1395)
- Хартман фон Верденберг-Сарганс († 6 септември 1416, дворец Зоненберг), епископ на Кур (1389 –1416)
- Елизабет фон Верденберг († сл. 1412)

Вдовицата му Агнес фон Монфор-Фелдкирх се омъжва втори път пр. 1360 г. за Волфхарт (Волфрам) I фон Брандис († 18/19 юни 1371).